# Міфологізм
Мітологі́зм , або Міфологі́зм  — спосіб поетичної реалізації міту у творах оригінальної літератури. Значення міту в літературному творі не тотожне його семантиці у першозразку й залежить від культури епохи, задуму письменника, жанру твору. Перехід мітичного образу в поетичний пов'язаний з усвідомленням відмінності між суб'єктивністю процесу пізнання та об'єктивністю дійсності. Один і той же мітологічний мотив, опрацьований протягом багатьох віків, набуває у кожній епосі нових значень, служить способом втілення нової проблематики й може з часом повністю втратити архаїчний елемент або ж здобути його нове, символічне вираження.
У сучасному літературознавстві виник окремий напрям, так звана архетипна критика, засновник якої — літературознавець Н.Фрай. В її основі — ідея літератури як «перетвореної мітології», тому історія літератури розглядається не у загальноісторичному контексті, а як форма внутрішнього саморуху — «тотальної історії літератури» — особливостей видозміни мітологічних засад на різних етапах розвитку літератури. Відображення у літературному творі давніх мітологічних уявлень часто опосередковане через трансформовані форми поетичного переосмислення, зокрема через символ.
Проблемою мітологізму в літературі займалась українська символічна школа мітологів, а згодом О.Потебня, який створив психолінгвістичну концепцію теорії літератури, в її підґрунті — ідея спорідненості психологічних основ творення слова, міту й літературного твору. У сучасній літературі риси мітологізму знаходимо в латиноамериканському романі (Габріель Гарсія Маркес, Х. Гастуріас), українському химерному романі 70-х (В. Земляк, П. Загребельний, В. Дрозд, О. Ільченко), у баладі (І. Драч, П. Мовчан, М. Воробйов, І. Калинець).